# Vật
Vật (Hán tự: 物) ist ein traditioneller vietnamesischer Ringkampf, der ursprünglich beispielsweise auf Dorffesten von jungen Männern ausgeübt wurde. In einer kreisrunden Sandfläche wird mit nacktem Oberkörper gekämpft, die Ringer sind nur mit kurzen Hosen bekleidet.

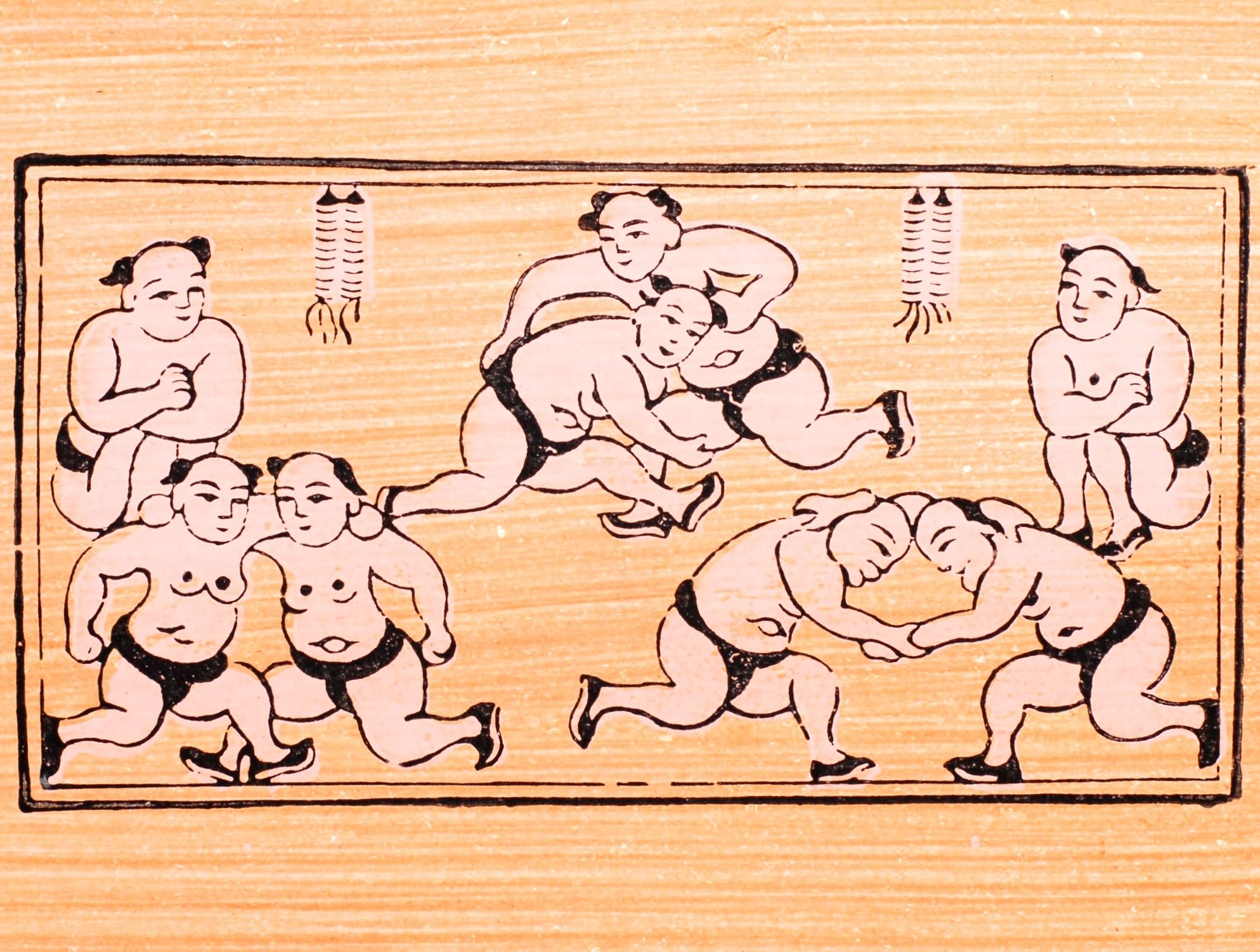
Ringer auf einer Đông-Hồ-Malerei

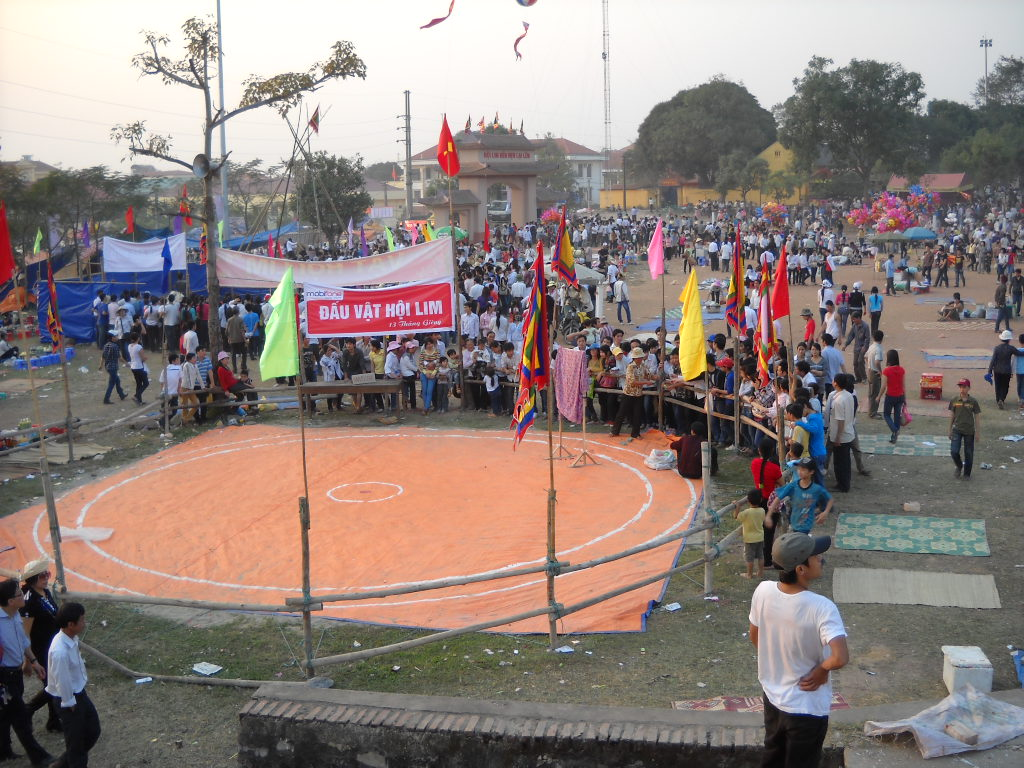
Đấu vật-Arena beim Lim-Fest Hội Lim in der Provinz Bắc Ninh

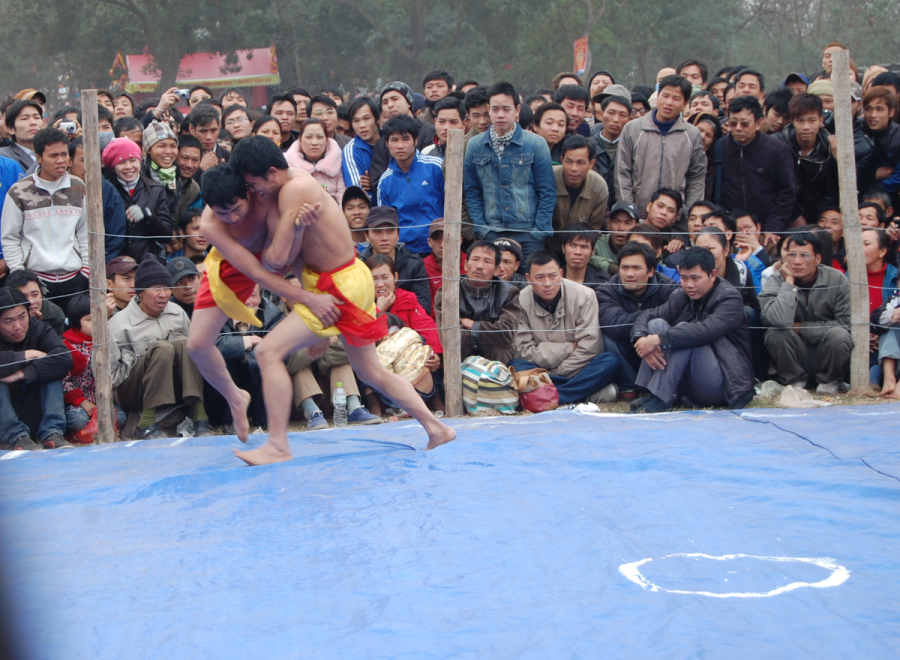
Vật-Wettkampf beim Hội Lim 2011

## Ursprünge
Vật ist sehr alt, seine Ursprünge sind nicht mehr feststellbar. Es ist somit vergleichbar mit anderen traditionellen Ringkampfarten, wie beispielsweise dem Adlerringen in der Mongolei (Ringen). 

## Ziel
Das Ziel ist es, den Gegner zu werfen, am Boden festzuhalten, durch Hebel oder Würgetechniken zum Aufgeben zu zwingen bzw. den Gegner aus dem Ring zu befördern. Gekämpft wird in sehr tiefen Stellungen, um Beingreifer zu verhindern; eine Hand ist meist am Nacken des Gegners, mit der anderen kontrolliert man dessen Arm. Es gibt Würfe, Arm- und Fußhebel, Fußfeger und Beingreiftechniken.
Die traditionellen Ringkämpfe sind heute wegen der hohen Verletzungsgefahr verboten. 

## Anmerkung
Im Vovinam Viet Vo Dao gehören die Techniken des Vật zur Ausbildung und zum Prüfungsprogramm. Gelehrt werden insgesamt 28 Ringkampftechniken, die in Gruppen je nach Gürtelstufen geordnet sind und zu drei Partnerübungen (Bài Vật 1 bis 3, siehe Song Luyen) zusammengefasst wurden:
- Bài Vật 1: Techniken 1 bis 10, Prüfung zum Schwarzgurt
- Bài Vật 2: Techniken 11 bis 18, Prüfung zum 3. Dang
- Bài Vật 3: Techniken 19 bis 28, Prüfung zum 6. Dang

Ab der Prüfung zum Schwarzgurt gehört neben dem Freikampf auch der Ringkampf zum Prüfungsprogramm. Trainieren kann man Vật in allen Vovinam-Viet-Vo-Dao-Schulen.